# Йоло (округ)
Йо́ло (англ. Yolo) — округ в северной части штата Калифорния, населения которого, по данным переписи 2000 года, составляет 168 660 человек. Окружным центром Йоло является город Вудленд. Крупнейшим городом — Дейвис, в котором расположено одно из отделений Калифорнийского университета.

## История
Йоло — один из первых округов штата, образованный в 1850 году. Изначально название округа писалось как «Йола».

## География
Общая площадь округа равняется 2649,6 км², из которых 2624 км² (99,06%) составляет суша и 25 км² (0,94%) — вода.

### Соседние округа
На севере Йоло граничит с округом Колуса, на северо-востоке с Саттером, на востоке с округом Сакраменто, на юге с Солано, на западе с округом Напа, на северо-западе с Лейком.

### Города
В округе расположены четыре города:
- Вудленд
- Дейвис
- Уэст-Сакраменто
- Уинтерс

## Транспорт

### Автомагистрали
- I-5
- I-80
- I-505
- SR 16
- SR 45
- SR 113
- SR 128